# 綠絲帶
綠絲帶是顏色絲帶的一種，被用來象徵許多事物，例如環境保護、大麻和解放農業等。在現今也代表著醫療移植技術的進步與廣泛。近年亦用在一些社會運動中，因為綠色屬於藍黃兩種顏色之混合物， 因此代表象徵支持政府（藍絲帶）和反對政府（黃絲帶）意見人士之間保持中立，或之外視為第三勢力的人士角色。

## 醫療方面

### 普及醫療移植
是全球移植醫療手術的象徵，代表著植皮手術、器官捐贈和器官移植等。其綠色是生命一同聯繫一同成長的意思。
目前全球各地已有人發起綠絲帶活動，用意是要讓大家多關心等待器官捐贈的人。

### 推廣愛滋病篩檢
在2008年11月，英國愛滋病預防團體為了因應世界上越來越多人罹患愛滋病，決定發起英國全民愛滋病60秒篩檢活動，希望能讓英國民眾了解到愛滋病和如何預防愛滋病。這場活動即以綠絲帶作為象徵，但是紅絲帶同樣代表著愛滋病，不過綠絲帶來象徵愛滋病僅出現在該次活動，因此國際間對於愛滋病的預防或活動等主要象徵依舊是以紅絲帶為主。

## 環境保護
綠色代表著草地、森林，因此成為保育團體或環保團體推行環境保護時的象徵物品之一。
在世界地球日、植樹節和一些其他具有環保型態的節日或活動時，不少人也會攜上或掛上綠絲帶。

## 大麻合法化
綠絲帶也代表大麻，因此國際間有不少支持大麻合法化的團體，幾乎都是以綠絲帶做為精神象徵。在醫學上，大麻經常被用來輔助某些晚期絕症（癌症、艾滋病）的治療，用來增進食慾、減輕疼痛，可用來緩解青光眼和癲癇、偏頭痛等神經症狀，以及兩極情緒不穩， 可以減輕化療病人的噁心症狀。雖然醫用大麻在政治方面尚有爭議，醫生們經常非正式地向病人推薦使用。一類人工合成的大麻有效成分THC（稱為Dronabinol或Marinol）在很多國家是公開的處方藥。
目前主要以綠絲帶來當作推廣大麻合法化的活動有：
- 綠絲帶是印度和一些南美洲國家支持大麻脂、大麻煙或其他大麻產物能合法的象徵之一。[來源請求]
- 綠絲帶是美國一些州開放大麻合法運動的象徵。
- 綠絲帶是開放「大麻醫療」的象徵絲帶。

此外，在一些開放大麻的國家中，部分販售的大麻產物包裝上也有綠絲帶的圖案。

## 解放農業
1998年，一名美國農婦，尋求一種方式來支持家庭農場和想出了一個主意綠絲帶和卡片，上面寫著“我們關心通過祈禱大約在同一時間，全國農村生活天主教會議（NCRLC）開始接受緊急召喚從農場家庭的壓力，看到形勢惡化遍布全國各地。 推出了綠絲帶運動在其75週年紀念會議。 他們制定並開始傳播的數據包，以幫助農村教區危機應對日益嚴重的農村危機。

## 伊朗綠色革命
伊朗綠色革命是2009年伊朗的一次大型的反政府群眾運動。在2009年伊朗總統選舉中，官方宣布馬哈茂德·艾哈邁迪內賈德以絕對優勢成功連任，但是反對派總統候選人、前總理米爾-侯賽因·穆薩維不服，認為選舉存在嚴重選舉舞弊，要求重新選舉。從6月13日凌晨開始，大批民眾走上街頭抗議選舉不公和艾哈邁迪內賈德政府，以及要求伊朗進行改革，實現自由和民主。由於穆薩維用綠色作為競選顏色，因而示威群眾大多身穿綠衣或者佩戴綠絲帶、頭巾等，揮舞綠旗，形成「綠色海洋」，因而被稱為「綠色革命」。

## 其他意義

代表車臣的綠絲帶（和一般常見的綠絲帶有些差異）

### 和平方面
- 在哥倫比亞等國家，綠絲帶表示和平。
- 用來支持愛爾蘭的獨立與自由。
- 國際間用來關懷汶川大地震的象徵絲帶。
- 在美國和加拿大的州郡展覽會上，綠絲帶表示獲得競賽的第五名。

### 軍事方面
- 部分群眾聲援車臣的象徵。（有改動，如左圖）
- 用來支持巴基斯坦的軍隊。

### 政治方面
在香港「雨傘革命」發生期間，香港警察、建制派和「佔中」示威者之間都曾發生衝突。社會各階層人士對此之見解和立場也有更大分歧。有網民用「綠絲帶」，以代表他們「既支持警方（藍絲帶），也支持示威者（黃絲帶）」的立場。當時香港社會正處於「黃」與「藍」之爭，「綠絲帶」便有渴望社會各界能包容異己的寓意。也有網民用「綠絲帶」，以代表他們「既不支持警方（藍），也不支持示威者（黃）」的立場。
自2019年6月12日起香港反送中運動中，香港藍絲帶及黃絲帶撕裂不斷，亦有中間派政見及厭倦撕裂之人，紛紛用綠絲帶代表自己的立場，希望藍絲帶及黃絲帶重回社會的中道。而熱普城等修憲派和部份本土派支持者用綠絲帶反對民主派和部份港獨派的運動策略。
在俄罗斯中，綠絲帶被反戰運動用作抗議2022年俄羅斯入侵烏克蘭的標誌，通常與佩戴乔治丝带的人士對立。

### 航空方面
航空服務業
『綠色』是長榮航空的代表色。
絲帶則代表著我們都是一家人，緊緊地繫在一起，我們都以身在這一個大家庭為傲..
希望能透過『綠絲帶』活動來表達我們所追求的，是一個和平、理性、團結一致來謀求勞資雙方共贏的理念，也希望外部工會不要為達罷工目的，透過霸凌手段逼迫公司員工做出任何分裂公司的事情，不論空勤或地勤大家都是長榮航空的一員。
“Green” is the color representation of EVA Air.
The ribbon ties us together to become one big proud family.
Through the “Green Ribbon” campaign, we are determined to seek a peaceful, reasonable, and a collective resolution in hopes of bringing forward a win-win situation for both the employers and employees. At the same time, we sincerely hope that union will not force employees to carry out any actions that may result in internal divisions within the company, simply for their sake to initiate a strike. At the end of the day, whether you are a flight crew or a ground staff, everyone is a key member of EVA Air.

## 更多來源
- 警示絲帶顏色含義 by Trinity London
- 警示絲帶顏色含義列表 by The Pin People
- グリーンリボンキャンペーン （页面存档备份，存于）
- チーム・グリーンリボン - 東京新聞
- 大英百科全書, " Green Ribbon Club ", Encyclopaedia Britannica, Eleventh Edition . 第12卷。 Volume 12.
- 綠絲帶的各種涵義 （页面存档备份，存于） 。 The New York Times
- 綠絲帶聯盟 （页面存档备份，存于）